# 瓦爾卡尼山
16°17′28″S 70°20′51″W / 16.29111°S 70.34750°W
瓦爾卡尼山（Wallqani），是秘魯的山峰，位於該國南部莫克瓜大區和普諾大區，由伊丘尼亞區和皮查卡尼區負責管轄，屬於安地斯山脈的一部分，海拔高度5,334米。